# スイティエン公園
スイティエン公園 (ベトナム語：Khu Du lịch Văn hóa Suối Tiên / 區遊歷文化𤂬仙) は、ベトナムホーチミン市トゥドゥック市にある遊園地。
「世界の有名遊園地12選」に選出されたことがある。
公園内はいくつかのエリアに分かれており、そのアトラクションや風景はベトナムの歴史や「アウ・コー（嫗姫）とラック・ロン・クアン（貉龍君）」、「ソンティン・トゥイティン（山精・水精）」などの伝承に基づいている。
公園内にあるティエンドン・ビーチは、巨大な皇帝の顔の彫刻で知られる人口海水プールである。
公園内の装飾は極彩色で、青とオレンジ色の巨大な龍の彫刻、赤い仏像や緑の庭、恐竜の飾られた庭などを見ることができる。
またワニ園でのワニ釣りは、日本のテレビ番組にも登場したことがある。
スイティエン公園は1995年に開園した。
2024年12月22日、公園付近にスオイティエンバスターミナル駅のホーチミンメトロ1号線が開業した。
佐藤健寿の著作「奇界遺産」の表紙にこのスイティエン公園の写真が使われている。

## ギャラリー

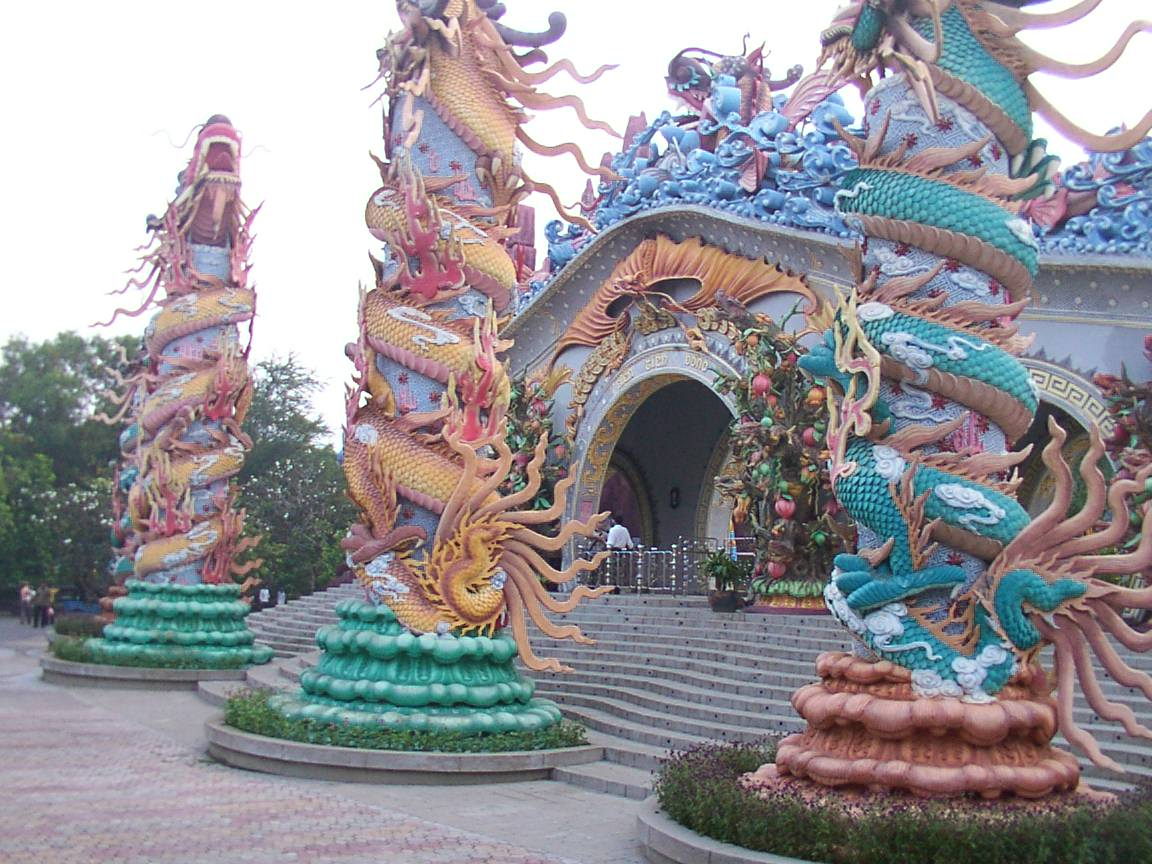
ティエンドン・ビーチ(プール)入口]
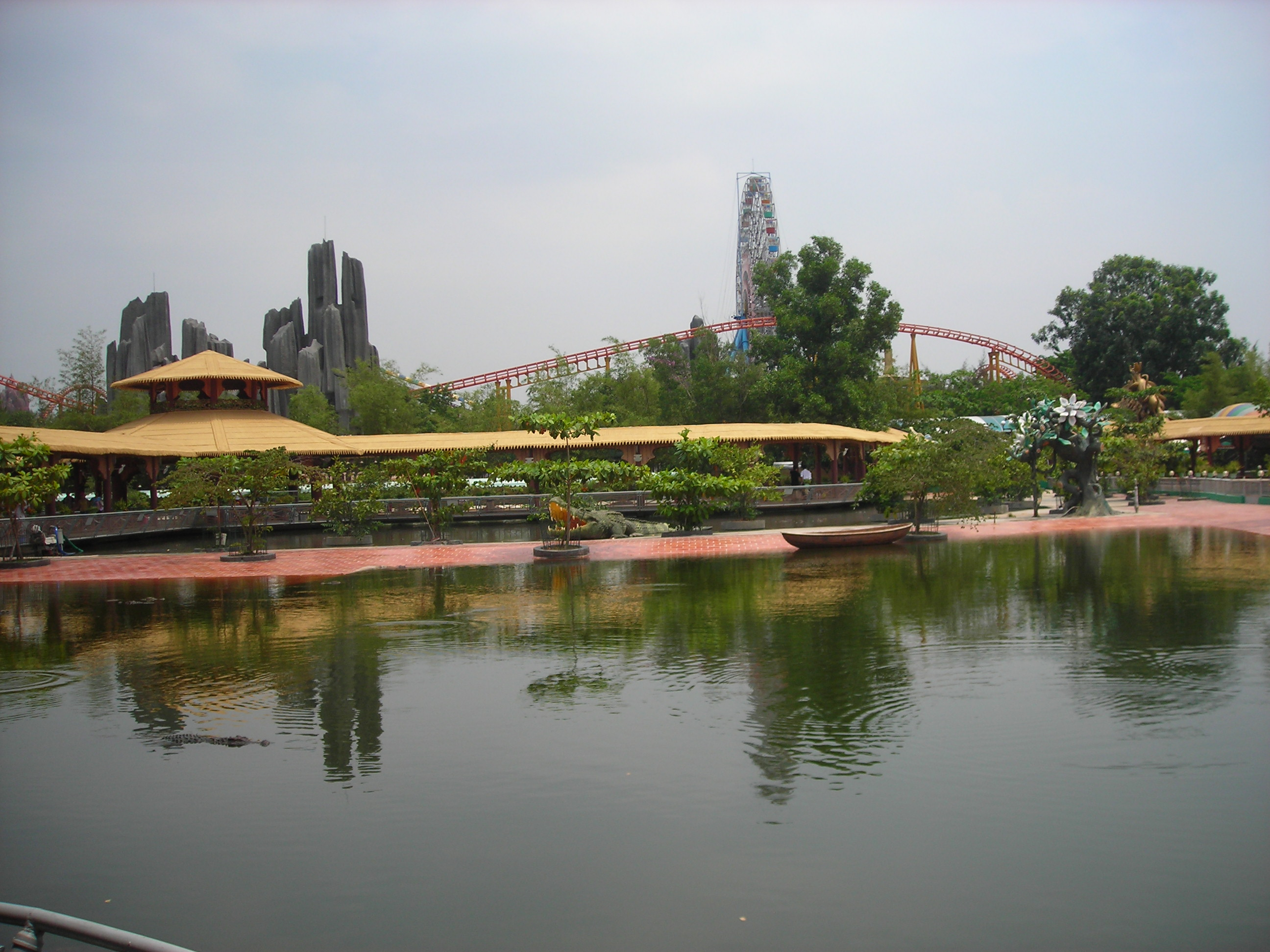
ワニ園。背後はスカイ・モノレールと観覧車。